# Realismo agencial
El realismo agencial es una teoría propuesta por Karen Barad, la cual proviene de la intersección entre Estudios de género y la Teoría del Actor-Red. Esta teoría se presenta de manera central su libro "Meeting the Universe Halfway"

## Fundamento
De acuerdo con la teoría del realismo agencial de Barad, el mundo se compone de fenómenos, que son la inseparabilidad ontológica de los organismos dentro de la actuación. La  Intra-acción, un neologismo introducido por Barad, señala un importante desafío para la metafísica individualistas. Para Barad, cosas u objetos no preceden de su interacción, más bien, los 'objetos' emergen a través de determinadas acciones dentro de la misma.
El aparato que producen los fenómenos no son ensamblajes de humanos y no humanos (como en la teoría del actor-red), sino que son la condición de posibilidad de "humanos" y "no-humanos', conceptos no sólo como ideacionales, sino además en su materialidad. Los aparatos son el "material discursivo' en que producen significados determinados y seres materiales, excluyendo al mismo tiempo la producción de otros. Lo que significa que la materia es,  por lo tanto, siempre material discursivo.
La teoría toma como inspiración al físico Niels Bohr, uno de los fundadores de la física cuántica. Barad también sostiene que el «realismo agencial» es útil para el análisis de la literatura, las desigualdades sociales, y muchas otras cosas. Esta afirmación se basa en el hecho de que el realismo agencial de Barad es una forma de entender la política, la ética, y las agencias de cualquier acto de observación, y de hecho cualquier tipo de práctica del conocimiento. 
La forma profundamente conectada en que todo se enreda con todo lo demás significa que cualquier acto de observación hace un "corte" entre lo que se incluye y se excluye de lo que se está considerando. No hay nada inherentemente separado de cualquier otra cosa, sino que  las separaciones se promulgan temporalmente para que se puede examinar algo el tiempo suficiente para adquirir conocimientos sobre el tema. Este punto de vista del conocimiento proporciona un marco para pensar acerca de cómo la cultura y los hábitos de pensamiento pueden hacer algunas cosas visibles y otras cosas más fáciles de ignorar o no ver nunca. Por esta razón, de acuerdo con Barad, el realismo agencial es útil para cualquier tipo de análisis feminista, incluso si la conexión con la ciencia no es aparente.
Ella también se aparta  de la idea de que la ciencia es "sólo" un juego de lenguaje o conjunto de ficciones producidas únicamente por las construcciones y conceptos humanos. A pesar de que el científico es parte de la "intra-acción" del experimento, los seres humanos (y sus construcciones culturales) no tienen un control completo sobre todo lo que sucede. Aunque los científicos determinan el conocimiento sobre el universo, no se puede ignorar la forma en la cual en el universo "se produce un retroceso" 

## Relativismo moral
Se define como una relación de agencia y no como algo que uno "tiene". El científico es siempre parte del aparato, y uno tiene que entender que con el fin de hacer el trabajo científico más preciso y más riguroso. Esto difiere de la opinión de que las críticas políticas de la ciencia tratan de socavar la credibilidad de la ciencia; en cambio, Barad argumenta que este tipo de crítica en realidad hace que para una mejor ciencia, más creíble.
La teoría argumenta que la política y las cuestiones éticas son siempre parte del trabajo científico, y sólo se hacen para parecer separada por las circunstancias históricas específicas que animen a las personas a dejar de ver esas conexiones. Ella utiliza el ejemplo de la ética del desarrollo de armas nucleares a discutir este punto, afirmando que la ética y la política son parte de cómo se desarrollaron esas armas y entendidos, y por lo tanto parte de la ciencia, y no simplemente de la "filosofía de la ciencia" o la "ética de la ciencia". Esto difiere de la visión habitual que uno puede luchar por una, la ciencia-sesgo menos libre de la política.
Sin embargo, se argumenta contra el relativismo moral, que, de acuerdo con Barad, utiliza aspectos "humanos" de la ciencia como excusa para tratar todo el conocimiento, y todos los marcos éticos, como igualmente falsa. Ella usa una obra de Michael Frayn, Copenhague, como un ejemplo de la clase de relativismo moral que ella encuentra problemático.

## Condición filosófica
El realismo agencial es a la vez una epistemología (teoría del conocimiento), una ontología (teoría del ser), y una ética. Barad acuña el término onto-epistemología. Debido a las prácticas específicas de los importando tienen consecuencias éticas, con exclusión de otros tipos de importando, onto-epistemológicos prácticas siempre están a su vez en-ético-epistemológica.
Gran parte del trabajo académico de Barad ha girado en torno a su concepto de "realismo agencial", y sus teorías sostienen importancia para muchos ámbitos académicos, incluyendo los estudios de la ciencia, STS (Ciencia, Tecnología y Sociedad), la tecnociencia feminista, filosofía de la ciencia, la teoría feminista, y, por supuesto, la física. Además de Bohr, su trabajo se basa en gran medida de la obra de Michel Foucault y Judith Butler, como se demuestra en su artículo influyente en las diferencias de revistas feministas, "Getting Real: Prácticas tecnocientíficas y la materialización de la realidad."
Estos puntos en la ciencia, la agencia, la ética y el conocimiento revelan que esta teoría es similar a los proyectos de otros eruditos estudios científicos como Bruno Latour, Donna Haraway, Andrew Pickering, y Evelyn Fox Keller.